# Saint-Georges-Antignac
Saint-Georges-Antignac é uma comuna francesa na região administrativa da Nova Aquitânia, no departamento de Charente-Maritime. Estende-se por uma área de 10,10 km². Em 2010 a comuna tinha 391 habitantes (densidade: 38,7 hab./km²).